# County of London
| County of London (1889–1965) | County of London (1889–1965)                  |
| ---------------------------- | --------------------------------------------- |
| Wappen                       | Lage der County of London in England (1890)   |
| Basisdaten                   |                                               |
| Status                       | Zeremonielle Grafschaft Verwaltungsgrafschaft |
| Fläche                       | 302,77 km² (1911) 303,12 km² (1961)           |
| Bevölkerung                  | 4.521.685 (1911) 3.200.484 (1961)             |
| Politik                      |                                               |
| Verwaltung                   | London County Council                         |
| Verwaltungssitz              | County Hall, Lambeth                          |

Das County of London war von 1889 bis 1965 eine Verwaltungsgrafschaft und eine zeremonielle Grafschaft in England. Sie umfasste das heutige Inner London und wurde vom London County Council verwaltet. Im Norden und Westen grenzte sie an Middlesex, im Nordosten an Essex, im Südosten an Kent und im Süden an Surrey.

## Geschichte
Obwohl die Grafschaft 1889 mit dem Local Government Act 1888 geschaffen wurde, war deren Territorium bereits 1855 mit dem Metropolis Management Act 1855 festgelegt worden. Der Ballungsraum um die cities London und Westminster wurde the metropolis genannt und wurde von einer Vielzahl von civil parishes verwaltet, die Abgeordnete in den Metropolitan Board of Works (MBW) entsandten. Der MBW war verantwortlich für Bau und Unterhalt von Straßen, Brücken und anderen Infrastrukturbauten.
Gebildet wurde das County of London aus Gebieten, die vorher in den Grafschaften Middlesex, Surrey und Kent lagen. Diese entsprechen dem heutigen Inner London mit den Stadtbezirken Camden, Greenwich, Hackney, Hammersmith and Fulham, Islington, Kensington and Chelsea, Lambeth, Lewisham, Southwark, Tower Hamlets, Wandsworth, der City of Westminster und der City of London, wobei letztere jedoch eine eigene zeremonielle Grafschaft blieb.
Die Stadtverwaltung nannte sich London County Council (LCC) und löste ihren skandalumwitterten Vorgänger MBW ab. Im Gegensatz zu den Vertretern des MBW wurden die LCC-Vertreter vom Volk gewählt. Der London Government Act unterteilte im Jahr 1900 das Gebiet der County of London in 28 Stadtbezirke (Metropolitan Boroughs). Diese bildeten die zweite Stufe der Verwaltung und ersetzten die bisher bestehenden civil parishes.
Im Jahr 1965 wurde das rund fünf Mal größere Verwaltungsgebiet Greater London gebildet, bestehend aus dem County of London selbst, dem größten verbliebenen Teil von Middlesex sowie Teilen der Grafschaften Essex, Kent, Surrey und Hertfordshire. Der Greater London Council (GLC) löste den LCC ab.

## Stadtbezirke (metropolitan boroughs)
| 1. City of London (kein Stadtbezirk) 2. Westminster 3. Holborn 4. Finsbury 5. Shoreditch 6. Bethnal Green 7. Stepney 8. Bermondsey 9. Southwark 10. Camberwell 11. Deptford 12. Lewisham 13. Woolwich 14. Greenwich 15. Poplar | Die Stadtbezirke der County of London | 1. Hackney 2. Stoke Newington 3. Islington 4. St Pancras 5. Hampstead 6. St Marylebone 7. Paddington 8. Kensington 9. Hammersmith 10. Fulham 11. Wandsworth 12. Lambeth 13. Battersea 14. Chelsea |